# Agapetes atrosanguinea
Agapetes atrosanguinea är en ljungväxtart som beskrevs av Airy Shaw. Agapetes atrosanguinea ingår i släktet Agapetes och familjen ljungväxter. Inga underarter finns listade i Catalogue of Life.